# Ballspielverein Borussia 09 Dortmund 1974-1975
Questa voce raccoglie le informazioni riguardanti il Ballspielverein Borussia 09 Dortmund nelle competizioni ufficiali della stagione 1974-1975.

## Stagione
Nella stagione 1974-1975 il Borussia Dortmund, allenato da Otto Knefler, concluse il campionato di 2. Bundesliga al 6º posto. In Coppa di Germania il Borussia Dortmund fu eliminato in semifinale dal Duisburg.

## Rosa
| N. |                     | Ruolo | Calciatore          |
| -- | ------------------- | ----- | ------------------- |
|    | Germania (bandiera) | P     | Horst Bertram       |
|    | Germania (bandiera) | P     | Willi Brock         |
|    | Germania (bandiera) | D     | Wolfgang Berg       |
|    | Germania (bandiera) | D     | Klaus Grunendahl    |
|    | Germania (bandiera) | D     | Lothar Huber        |
|    | Germania (bandiera) | D     | Dieter Renfert      |
|    | Germania (bandiera) | D     | Ernst Savkovic      |
|    | Germania (bandiera) | D     | Friedhelm Schwarze  |
|    | Germania (bandiera) | D     | Hans-Joachim Wagner |
|    | Germania (bandiera) | C     | Klaus Ackermann     |
|    | Germania (bandiera) | C     | Dieter Goldbach     |

| N. |                     | Ruolo | Calciatore         |
| -- | ------------------- | ----- | ------------------ |
|    | Germania (bandiera) | C     | Helmut Nerlinger   |
|    | Germania (bandiera) | C     | S. Schütz          |
|    | Ungheria (bandiera) | C     | Zoltán Varga       |
|    | Germania (bandiera) | C     | Josef Votava       |
|    | Germania (bandiera) | C     | Miroslav Votava    |
|    | Germania (bandiera) | C     | Egwin Wolf         |
|    | Germania (bandiera) | A     | Heinz-Dieter Greif |
|    | Germania (bandiera) | A     | Hans-Werner Hartl  |
|    | Germania (bandiera) | A     | Hans-Gerd Schildt  |
|    | Germania (bandiera) | A     | Burghard Segler    |

## Organigramma societario
Area tecnica
- Allenatore: Otto Knefler
- Allenatore in seconda:
- Preparatore dei portieri:
- Preparatori atletici:

## Calciomercato

### Sessione estiva
| Acquisti | Acquisti            | Acquisti                     | Acquisti |
| R.       | Nome                | da                           | Modalità |
| -------- | ------------------- | ---------------------------- | -------- |
| C        | Klaus Ackermann     | Kaiserslautern               |          |
| C        | Dieter Goldbach     | Barmbek-Uhlenhorst           |          |
| A        | Heinz-Dieter Greif  | Barmbek-Uhlenhorst           |          |
| D        | Lothar Huber        | Kaiserslautern               |          |
| D        | Dieter Renfert      | Erkenschwick                 |          |
| D        | Ernst Savkovic      | Duisburg                     |          |
| A        | Hans-Gerd Schildt   | Werder Brema                 |          |
| C        | Zoltán Varga        | Ajax                         |          |
| C        | Miroslav Votava     | Borussia Dortmund (juniores) |          |
| D        | Hans-Joachim Wagner | Schalke 04 II                |          |

| Cessioni | Cessioni                   | Cessioni           | Cessioni |
| R.       | Nome                       | a                  | Modalità |
| -------- | -------------------------- | ------------------ | -------- |
| D        | Manfred Balcerzak          | Herford            |          |
| D        | Eckhard Berlau-Kirschstein | Schwarz-Weiß Essen |          |
| C        | Horst Bertl                | Amburgo            |          |
| A        | Karl-Heinz Brücken         | Fortuna Düsseldorf |          |
| D        | Peter Czernotzky           | Fortuna Düsseldorf |          |
| C        | Hoppy Kurrat               | SV Holzwickede     |          |
| A        | Willi Mumme                | Hammer             |          |
| P        | Jürgen Rynio               | Rot-Weiss Essen    |          |
| C        | Helmut Schmidt             | ESV Ingolstadt     |          |

### Sessione invernale
| Acquisti | Acquisti | Acquisti | Acquisti |
| R.       | Nome     | da       | Modalità |
| -------- | -------- | -------- | -------- |

| Cessioni | Cessioni | Cessioni | Cessioni |
| R.       | Nome     | a        | Modalità |
| -------- | -------- | -------- | -------- |

## Risultati

### 2. Bundesliga

#### Girone di andata
| Arbitro: | Roth |

|            |           |           |
| Srowig 31’ | Marcatori | 22’ Hartl |

| Arbitro: | Krutzke |

|                                       |           |               |
| Segler 42’ Hartl 47’ Huber 65’ (rig.) | Marcatori | 80’ Stegmayer |

| Arbitro: | Halfter |

|                              |           |  |
| Linßen 45’ Struth 50’ (rig.) | Marcatori |  |

| Arbitro: | König |

|                         |           |          |
| Segler 32’ Goldbach 75’ | Marcatori | 89’ Kelm |

| Arbitro: | Ohmsen |

|  |           |               |
|  | Marcatori | 82’ Ackermann |

| Arbitro: | Burgers |

|                             |           |                   |
| Segler 21’ Huber 46’ (rig.) | Marcatori | 39’, 55’ Schonert |

| Arbitro: | Eschweiler |

|                                             |           |  |
| Wolf 6’ Huber 15’ Goldbach 42’ Schwarze 86’ | Marcatori |  |

| Arbitro: | Waltert |

|                  |           |  |
| Moors 34’ (rig.) | Marcatori |  |

| Arbitro: | Stäglich |

|                                    |           |            |
| Schildt 10’ Ackermann 21’ Wolf 26’ | Marcatori | 85’ Schock |

| Wolfsburg 6 ottobre 1974, ore 15:00 CET 10ª giornata | Wolfsburg | 0 – 0 referto | Borussia Dortmund | VfL-Stadion am Elsterweg (6 000 spett.)\| Arbitro: \| Meijerink \| |
| Arbitro:                                             | Meijerink |               |                   |                                                                    |

| Arbitro: | Risse |

|                               |           |              |
| Huber 30’ (rig.) Goldbach 78’ | Marcatori | 64’ Kolitsch |

| Arbitro: | Rieb |

|                         |           |  |
| Hammes 47’ Rosellen 85’ | Marcatori |  |

| Arbitro: | Ahlenfelder |

|                           |           |             |
| Meis 9’ (aut.) Segler 28’ | Marcatori | 56’ Gärtner |

| Arbitro: | Raabe |

|            |           |                                                   |
| Höfert 10’ | Marcatori | 35’ Schildt 63’ Goldbach 72’ Segler 88’ Ackermann |

| Arbitro: | Zuchantke |

|            |           |          |
| Segler 40’ | Marcatori | 13’ Götz |

| Arbitro: | Eschweiler |

|              |           |           |
| Fritsche 68’ | Marcatori | 8’ Segler |

| Arbitro: | Küster |

|            |           |  |
| Votava 49’ | Marcatori |  |

| Arbitro: | Roth |

|                             |           |  |
| Falter 60’ Huber 83’ (aut.) | Marcatori |  |

| Arbitro: | Kaiser |

|                     |           |  |
| Wolf 49’ Segler 83’ | Marcatori |  |

#### Girone di ritorno
| Arbitro: | Fork |

|            |           |                |
| Segler 47’ | Marcatori | 25’ Mittendorf |

| Hannover 25 gennaio 1975, ore 15:00 CET 21ª giornata | Hannover 96 | 0 – 0 referto | Borussia Dortmund | Niedersachsenstadion (33 100 spett.)\| Arbitro: \| Meijerink \| |
| Arbitro:                                             | Meijerink   |               |                   |                                                                 |

| Arbitro: | Redelfs |

|               |           |  |
| Ackermann 47’ | Marcatori |  |

| Arbitro: | Glasneck |

|               |           |  |
| Siemering 13’ | Marcatori |  |

| Arbitro: | Hennig |

|                                                                 |           |  |
| Schildt 22’ Huber 30’ (rig.) Segler 51’, 87’ Wolf 62’ Varga 71’ | Marcatori |  |

| Gottinga 1º marzo 1975, ore 15:00 CET 25ª giornata | Göttingen | 0 – 0 referto | Borussia Dortmund | Jahnstadion (14 000 spett.)\| Arbitro: \| Kopka \| |
| Arbitro:                                           | Kopka     |               |                   |                                                    |

| Arbitro: | Porta |

|  |           |                                         |
|  | Marcatori | 24’, 77’ Ackermann 61’ Votava 86’ Varga |

| Arbitro: | Hilker |

|                                                  |           |                                      |
| Schildt 13’ Segler 25’ Huber 29’ (rig.) Wolf 43’ | Marcatori | 17’ (aut.) Wagner 20’ Blau 61’ Moors |

| Arbitro: | Eggers |

|                                    |           |                         |
| Schock 23’ Wohlgemuth 31’ Koch 39’ | Marcatori | 58’ Nerlinger 84’ Varga |

| Arbitro: | König |

|                       |           |                        |
| Schildt 22’ Hartl 76’ | Marcatori | 65’, 73’ (rig.) Krause |

| Arbitro: | Waltert |

|              |           |             |
| Tenbrink 74’ | Marcatori | 53’ Schildt |

| Arbitro: | Wichmann |

|                               |           |                               |
| Wolf 27’ Huber 53’ Segler 62’ | Marcatori | 38’, 55’ Hammes 77’ Babington |

| Arbitro: | Wahmann |

|  |           |           |
|  | Marcatori | 62’ Hartl |

| Arbitro: | Overberg |

|                                     |           |            |
| Schildt 6’ Wolf 37’, 59’ Segler 75’ | Marcatori | 29’ Wenzel |

| Arbitro: | Basedow |

|          |           |                      |
| Götz 41’ | Marcatori | 37’ Votava 63’ Varga |

| Arbitro: | Küster |

|           |           |                                   |
| Hartl 71’ | Marcatori | 43’ Riepert 48’ Fritsche 74’ Bals |

| Arbitro: | Hanschke |

|                                   |           |                       |
| Jonas 1’ Bachmann 60’ Schlimm 67’ | Marcatori | 22’ Schwarze 25’ Wolf |

| Arbitro: | Ohmsen |

|                  |           |            |
| Huber 16’ (rig.) | Marcatori | 36’ Franke |

| Arbitro: | Leyding |

|                                |           |          |
| Liedtke 10’ Lunenburg 37’, 67’ | Marcatori | 39’ Wolf |

### Coppa di Germania
| Arbitro: | Eggers |

|                                  |           |  |
| Schildt 18’ Hartl 53’ Wagner 61’ | Marcatori |  |

| Arbitro: | Engel |

|             |           |           |
| Bajlitz 61’ | Marcatori | 3’ Wagner |

| Arbitro: | Lutz |

|               |           |  |
| Ackermann 58’ | Marcatori |  |

| Arbitro: | Stäglich |

|                         |           |                  |
| Hartl 61’ Ackermann 84’ | Marcatori | 87’ Scholtyschik |

| Colonia 16 marzo 1975 Ottavi di finale | Viktoria Colonia | 0 – 0 (d.t.s.) referto | Borussia Dortmund | Sportpark Höhenberg (7 500 spett.)\| Arbitro: \| Lutz \| |
| Arbitro:                               | Lutz             |                        |                   |                                                          |

| Arbitro: | Weyland |

|                               |           |  |
| Varga 4’ Schildt 51’ Wolf 62’ | Marcatori |  |

| Arbitro: | Linn |

|  |           |                                 |
|  | Marcatori | 51’ Votava 57’, 75’, 78’ Segler |

| Arbitro: | Ohmsen |

|                      |           |             |
| Krause 88’ Dietz 99’ | Marcatori | 58’ Schildt |

## Statistiche

### Statistiche di squadra
| Competizione      | Punti | In casa | In casa | In casa | In casa | In casa | In casa | In trasferta | In trasferta | In trasferta | In trasferta | In trasferta | In trasferta | Totale | Totale | Totale | Totale | Totale | Totale | DR  |
| Competizione      | Punti | G       | V       | N       | P       | Gf      | Gs      | G            | V            | N            | P            | Gf           | Gs           | G      | V      | N      | P      | Gf     | Gs     | DR  |
| ----------------- | ----- | ------- | ------- | ------- | ------- | ------- | ------- | ------------ | ------------ | ------------ | ------------ | ------------ | ------------ | ------ | ------ | ------ | ------ | ------ | ------ | --- |
| 2. Bundesliga     | 46    | 19      | 12      | 6       | 1       | 45      | 22      | 19           | 5            | 6            | 8            | 20           | 22           | 38     | 17     | 12     | 9      | 65     | 44     | +21 |
| Coppa di Germania | -     | 4       | 4       | 0       | 0       | 9       | 1       | 4            | 1            | 2            | 1            | 6            | 3            | 8      | 5      | 2      | 1      | 15     | 4      | +11 |
| Totale            | 46    | 23      | 16      | 6       | 1       | 54      | 23      | 23           | 6            | 8            | 9            | 26           | 25           | 46     | 22     | 14     | 10     | 80     | 48     | +32 |

### Andamento in campionato
| Giornata  | 1 | 2 | 3  | 4 | 5 | 6 | 7 | 8 | 9 | 10 | 11 | 12 | 13 | 14 | 15 | 16 | 17 | 18 | 19 | 20 | 21 | 22 | 23 | 24 | 25 | 26 | 27 | 28 | 29 | 30 | 31 | 32 | 33 | 34 | 35 | 36 | 37 | 38 |
| --------- | - | - | -- | - | - | - | - | - | - | -- | -- | -- | -- | -- | -- | -- | -- | -- | -- | -- | -- | -- | -- | -- | -- | -- | -- | -- | -- | -- | -- | -- | -- | -- | -- | -- | -- | -- |
| Luogo     | T | C | T  | C | T | C | C | T | C | T  | C  | T  | C  | T  | C  | T  | C  | T  | C  | C  | T  | C  | T  | C  | T  | T  | C  | T  | C  | T  | C  | T  | C  | T  | C  | T  | C  | T  |
| Risultato | N | V | P  | V | V | N | V | P | V | N  | V  | P  | V  | V  | N  | N  | V  | P  | V  | N  | N  | V  | P  | V  | N  | V  | V  | P  | N  | N  | N  | V  | V  | V  | P  | P  | N  | P  |
| Posizione | 8 | 4 | 13 | 7 | 5 | 6 | 5 | 6 | 5 | 5  | 5  | 5  | 5  | 4  | 4  | 4  | 3  | 4  | 4  | 5  | 5  | 4  | 5  | 5  | 4  | 4  | 4  | 4  | 4  | 4  | 4  | 3  | 3  | 3  | 3  | 5  | 6  | 6  |

Legenda:

Luogo: C = Casa; T = Trasferta. Risultato: V = Vittoria; N = Pareggio; P = Sconfitta.

### Statistiche dei giocatori
| Giocatore     | 2. Bundesliga | 2. Bundesliga | 2. Bundesliga | 2. Bundesliga | Coppa di Germania | Coppa di Germania | Coppa di Germania | Coppa di Germania | Totale   | Totale | Totale      | Totale     |
| Giocatore     | Presenze      | Reti          | Ammonizioni   | Espulsioni    | Presenze          | Reti              | Ammonizioni       | Espulsioni        | Presenze | Reti   | Ammonizioni | Espulsioni |
| ------------- | ------------- | ------------- | ------------- | ------------- | ----------------- | ----------------- | ----------------- | ----------------- | -------- | ------ | ----------- | ---------- |
| K. Ackermann  | 29            | 6             | 1             | 1             | 8                 | 2                 | 0                 | 0                 | 37       | 8      | 1           | 1          |
| W. Berg       | 11            | 0             | 1             | 0             | 4                 | 0                 | 0                 | 0                 | 15       | 0      | 1           | 0          |
| H. Bertram    | 37            | 0             | 0             | 0             | 8                 | 0                 | 0                 | 0                 | 45       | 0      | 0           | 0          |
| W. Brock      | 1             | 0             | 0             | 0             | 0                 | 0                 | 0                 | 0                 | 1        | 0      | 0           | 0          |
| D. Goldbach   | 22            | 4             | 2             | 0             | 6                 | 0                 | 0                 | 0                 | 28       | 4      | 2           | 0          |
| H. Greif      | 16            | 0             | 2             | 1             | 1                 | 0                 | 0                 | 0                 | 17       | 0      | 2           | 1          |
| K. Grunendahl | 1             | 0             | 0             | 0             | 0                 | 0                 | 0                 | 0                 | 1        | 0      | 0           | 0          |
| H. Hartl      | 21            | 5             | 0             | 0             | 3                 | 2                 | 0                 | 0                 | 24       | 7      | 0           | 0          |
| L. Huber      | 37            | 8             | 2             | 0             | 8                 | 0                 | 1                 | 0                 | 45       | 8      | 3           | 0          |
| H. Nerlinger  | 28            | 1             | 3             | 0             | 6                 | 0                 | 1                 | 0                 | 34       | 1      | 4           | 0          |
| D. Renfert    | 7             | 0             | 1             | 0             | 0                 | 0                 | 0                 | 0                 | 7        | 0      | 1           | 0          |
| E. Savkovic   | 26            | 0             | 2             | 0             | 4                 | 0                 | 2                 | 0                 | 30       | 0      | 4           | 0          |
| H. Schildt    | 37            | 7             | 2             | 0             | 8                 | 3                 | 1                 | 0                 | 45       | 10     | 3           | 0          |
| F. Schwarze   | 24            | 2             | 3             | 0             | 6                 | 0                 | 0                 | 0                 | 30       | 2      | 3           | 0          |
| S. Schütz     | 0             | 0             | 0             | 0             | 1                 | 0                 | 0                 | 0                 | 1        | 0      | 0           | 0          |
| B. Segler     | 37            | 14            | 1             | 0             | 7                 | 3                 | 0                 | 0                 | 44       | 17     | 1           | 0          |
| Z. Varga      | 25            | 4             | 2             | 0             | 6                 | 1                 | 0                 | 0                 | 31       | 5      | 2           | 0          |
| J. Votava     | 3             | 0             | 0             | 0             | 0                 | 0                 | 0                 | 0                 | 3        | 0      | 0           | 0          |
| M. Votava     | 37            | 3             | 2             | 0             | 8                 | 1                 | 1                 | 0                 | 45       | 4      | 3           | 0          |
| H. Wagner     | 36            | 0             | 1             | 0             | 7                 | 2                 | 0                 | 0                 | 43       | 2      | 1           | 0          |
| E. Wolf       | 36            | 10            | 3             | 0             | 8                 | 1                 | 0                 | 0                 | 44       | 11     | 3           | 0          |